# ドゥオーモ駅 (ミラノ地下鉄)
ドゥオーモ駅 (Duomo)は、ミラノ地下鉄の1線の駅で1964年に開業した1990年には、3線との乗り換え地点となり、同じ年の12月まではその始発駅であった。
駅はミラノのコムーネ領域内のドゥオーモ広場にある。地下駅である。駅はミラノ大都市圏内にある。
サン・ドナート方面の3線の線路は約25メートルの深さにあるため湿気の問題がある。
駅付近にはドゥオーモ、スカラ座、ミラノ王宮、ヴィットーリオ・エマヌエーレ2世のガッレリアがある。
駅の通路はドゥオーモ地下にあるキリスト教以前のバシリカの古代遺跡と繋がっている（が閉じられている）。
M1とM3の駅の中2階は通路で、トリノ通り、コルドゥージオ広場（職人ギャラリー）、王宮、ヴィットーリオ・エマヌエーレ2世通りなどの出口と繋がっており、出口の一つはドゥオーモ広場のリナシェンテの中にある。